# Outlaw (сингл)
«Outlaw» — промо-сингл американського репера 50 Cent до його студійного альбому Street King Immortal.
Трек видали після того, як виконавець через Твіттер повідомив про творчі розбіжності з Interscope щодо виходу платівки. 50 Cent оприлюднив пісню 16 червня через вебсайт ThisIs50.com.

## Список пісень
Цифровий сингл
| #  | Назва    | Автор                          | Продюсер | Тривалість |
| -- | -------- | ------------------------------ | -------- | ---------- |
| 1. | «Outlaw» | Кертіс Джексон, Карл Маккормік | Cardiak  | 3:16       |

## Чартові позиції
Пісня посіла 99-ту сходинку чарту Hot R&B/Hip-Hop Songs у тиждень 23 липня завдяки ротації на урбан-радіостанціях та 87-те місце Billboard Hot 100 у тиждень 6 серпня 2011.
| Чарт (2011)              | Найвища позиція |
| ------------------------ | --------------- |
| US Billboard Hot 100     | 87              |
| US Hot R&B/Hip-Hop Songs | 99              |